# قالین قیه
قالین قیه یک روستا در ایران است که در دهستان زرج‌آباد واقع شده‌است. قالین قیه ۱۳۹ نفر جمعیت دارد.